# Herb Stawiszyna
Herb Stawiszyna – jeden z symboli miasta Stawiszyn i gminy Stawiszyn w postaci herbu. Wizerunek herbowy wzorowany jest na osiemnastowiecznym.

## Wygląd i symbolika
Herb przedstawia na błękitnej tarczy herbowej ceglany mur czerwony z otwartą czerwoną bramą o zielonych wrotach. W bramie srebrny orzeł w koronie. Na murze w zielonym obramowaniu niby-herb przedstawiający miecz w słup, ostrzem ku górze, na polu biało-czerwonym z lewa w skos.